# Caetano Reis e Sousa
Caetano Reis e Sousa (Lisboa, 1968) é um imunologista português, conhecido por pesquisas sobre células dendríticas.
Caetano Reis e Sousa estudou biologia no Imperial College London e obteve um doutorado em imunologia em 1992 em Oxford. No pós-doutorado esteve no Instituto Nacional de Alergia e Doenças Infecciosas. A partir de 1998 pesquisou no Imperial Cancer Research Fund em Londres com um laboratório próprio e depois de sua integração em 2015 no Francis Crick Institute, no qual é diretor de grupo.
Recebeu o Prêmio Louis-Jeantet de Medicina de 2017. Em 2006 foi eleito membro da Organização Europeia de Biologia Molecular e da Academy of Medical Sciences. Em 2009 foi oficial da Ordem Militar de Sant'Iago da Espada. Foi eleito membro da Royal Society em 2019.